# Veketåg
Veketåg (Juncus effusus) är en växtart i familjen tågväxter. Det svenska namnet kommer av att man använt den porösa märgen som veke i lampor och stearinljus.

## Externa länkar

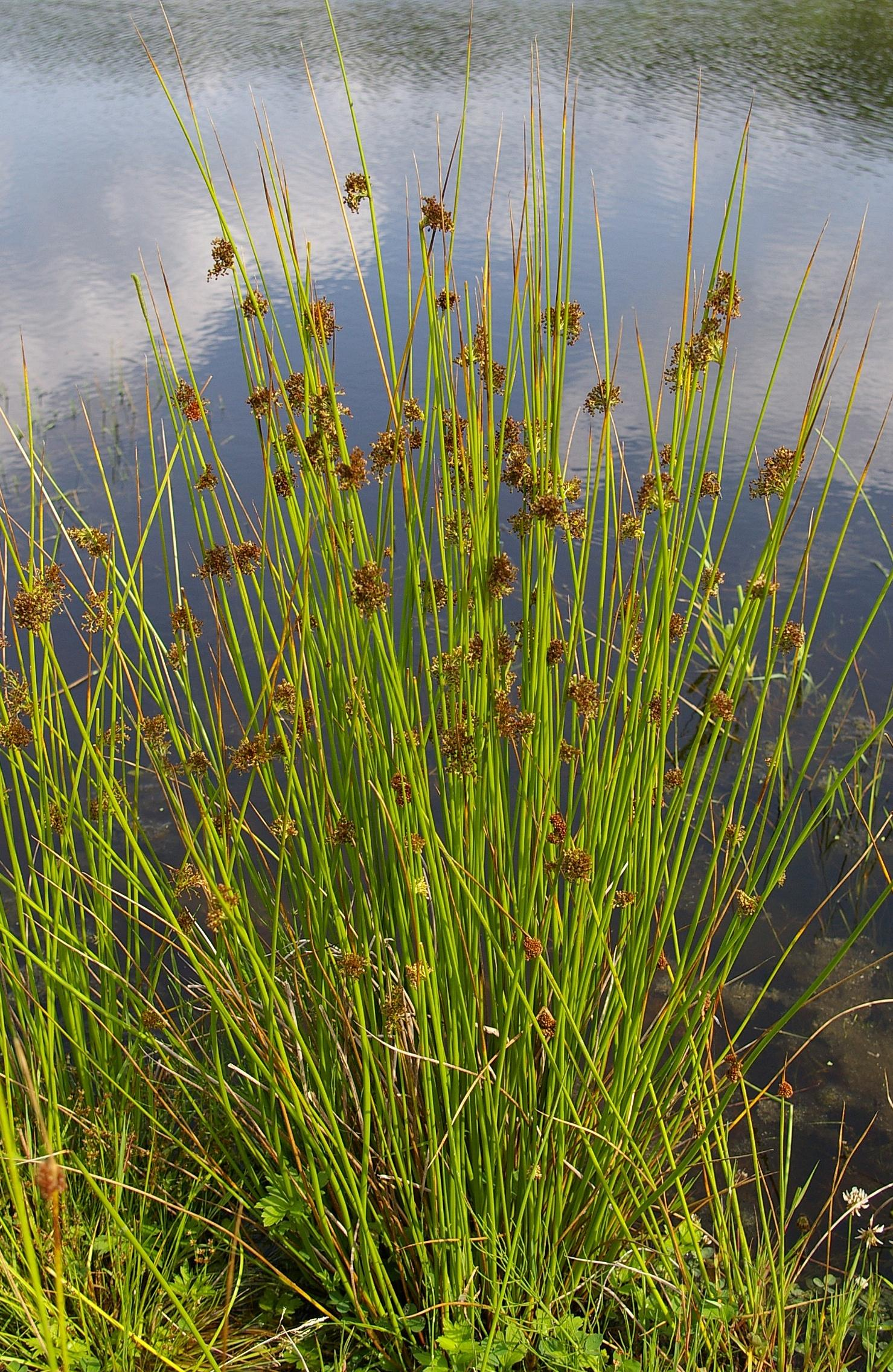